# Mi bémol mineur

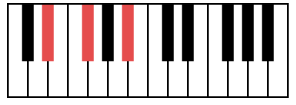
L'accord parfait de mi bémol mineur se compose des notes suivantes : mi♭, sol♭, si♭.

La tonalité de mi bémol mineur se développe en partant de la note tonique mi bémol. Elle est appelée E-flat minor en anglais et es-Moll en allemand.
L'armure coïncide avec celle de la tonalité relative sol bémol majeur.
Acoustiquement, elle coïncide avec la tonalité de ré dièse mineur (une telle équivalence s'appelle enharmonie).

## Modes

### mineur naturel
L’échelle de mi bémol mineur naturel est : mi♭, fa, sol♭, la♭, si♭, do♭, ré♭, mi♭.
- tonique : mi♭
- médiante : sol♭
- dominante : si♭
- sensible : ré♭

Altérations : si♭, mi♭, la♭, ré♭, sol♭, do♭.

### mineur harmonique
L’échelle de mi bémol mineur harmonique est : mi♭, fa, sol♭, la♭, si♭, do♭, ré♮, mi♭.
- tonique : mi♭
- médiante : sol♭
- dominante : si♭
- sensible : ré♮

Altérations : si♭, mi♭, la♭, ré♭ et ré♮ (accidentel).

### mineur mélodique
L’échelle de mi bémol mineur mélodique est :
- gamme ascendante : mi♭, fa, sol♭, la♭, si♭, do♮, ré♮, mi♭.
- gamme descendante : mi♭, ré♭, do♭, si♭, la♭, sol♭, fa, mi♭.

## Compositions célèbres en mi bémol mineur
- Symphonie nº 6 de Prokofiev
- Concerto Suite For Electric Guitar & Orchestra In Eb Minor, Opus I - Millenium d'Yngwie Malmsteen
- Quatuor à cordes nº 15 de Chostakovitch
- Sonate « 1er octobre 1905 » de Leoš Janáček
- Élégie, des Morceaux de fantaisie de Sergueï Rachmaninov